# 比利埃
比利埃（法語：Billière）是法国上加龙省的一个市镇，属于圣戈当区（Saint-Gaudens）巴涅雷德吕雄县（Bagnères-de-Luchon）。该市镇总面积2.18平方公里，2009年时的人口为23人。

## 人口
比利埃人口变化图示